# علیرضا امیرقاسمی
علیرضا امیرقاسمی (زاده ۲۸ شهریور ۱۳۴۴) تهیه‌کننده و مجری شبکه تلویزیونی تپش و تهیه‌کننده کنسرت‌های خوانندگان ایرانی در لس آنجلس است. او در اکتبر سال ۱۹۸۹ به همراه مسعود جمالی شبکه تلویزیونی تپش را راه‌اندازی کرد.

## زندگی‌نامه
علیرضا امیرقاسمی در ۲۸ شهریور ۱۳۴۴ در شهر تهران به دنیا آمد. در سن ۱۳ سالگی از ایران خارج و به انگلستان مهاجرت کرد و مدت کوتاهی را در آنجا گذراند، سپس از آنجا به آمریکا رفت و دوران دبیرستان و دانشگاه خود را در ایالات متحده آمریکا گذراند و در رشته فیلم و سینما تحصیل کرد. او در ۱۹ سالگی با تهیه آلبومی به نام همسایه‌ها و به خوانندگی سیاوش شمس کارش را شروع کرد که از موفق‌ترین آلبوم‌های آن سال شد. او مؤسس شبکه تلویزیونی تپش و T2 است.

## حواشی
حواشی اخیراً ایجاد شد در رابطه با طرفداری او از پرویز پرستویی و خطاب کردن افراد معترض به مجاهدین. این حواشی باعث شد تمامی شبکه‌های داخلی ایران نیز پوشش دهند. شامل: صدا سیما و سایت‌های خبری و روزنامه‌های رسمی ایران.

## آثار
- بزرگداشت بیژن پاکزاد[۹]
- تهیه‌کنندگی و نویسندگی نمایشنامه خانه امن به کارگردانی حمید فرخ‌نژاد و با بازی مهناز افشار، احسان کرمی، برزو ارجمند، فرشید منافی و فرزین صابونی[۱۰][۱۱]
- برگزارکننده و تهیه‌کننده تور خداحافظی شهرام شبپره